# Konrad Johann Martin Langenbeck
Pour les articles homonymes, voir Langenbeck.
Konrad Johann Martin Langenbeck (né le 5 décembre 1776 – mort le 24 janvier 1851) est un chirurgien, ophtalmologue et anatomiste allemand natif d'Horneburg.

## Biographie
Langenbeck fait des études de médecine à l'université d'Iéna. Il obtient la permission de pratiquer en 1802, sous la direction de August Gottlieb Richter (1742–1812) à l'université de Göttingen. En 1804, il devient professeur associé, puis fonde son propre institut de chirurgie et d'ophtalmologie trois ans plus tard . En 1814, il devient professeur à Göttingen et chirurgien général dans l'armée de Hanovre. Il enseigne près de cinquante ans à l'université et compte parmi ses étudiants Louis Stromeyer (1804–1876) et Bernhard von Langenbeck (1810–1887), ainsi que le philosophe Arthur Schopenhauer (1788–1860). Il est réputé être l'un des meilleurs chirurgiens de la première moitié du XIXe siècle, reconnu pour sa vitesse et sa précision lors des amputations. 
Après sa mort, il est remplacé par Friedrich Gustav Jakob Henle (1809–1885). En 1845, il est élu membre de l'Académie royale des sciences de Suède. Il est également fait chevalier de l'Ordre royal des Guelfes.

## Œuvres
- (de) Anatomisches Handbuch, 1806.
- (la) Commentarius de Structura peritonaei , Testiculorum Tunicis, 1817.
- (de) Von den Leisten- und Schenkelbrüchen, 1821.
- (de) Nosologie und Therapie der chirurgischen Krankheiten (1822–50, 5 volumes).
- (la) Icones anatomicae (1826–1839, 8 volumes).
- (de) Handbuch der anatomie mit hinweisung auf die Icones anatomicae (1831–1842)[3].
- (de) Mikroskopisch-anatomische Abbildungen (1848–51, 4 livres).
- (de) Bibliothek für Chirurgie und Ophthalmologie (1806–13, 4 volumes).